# Cyklopropenyliden
Cyklopropenyliden (také označovaný c-C3H2) je částečně aromatický uhlovodík patřící mezi vysoce reaktivní sloučeniny nazývané karbeny. Na Zemi jej lze kvůli jeho značné reaktivitě pozorovat pouze v laboratořích, vyskytuje se ve však ve významných množstvích v mezihvězdném prostředí a v atmosféře Saturnova měsíce Titanu. Jeho C2v symetrický izomer propadienyliden (CCCH2) se v mezihvězdném prostředí vyskytuje také, ovšem v o řád nižších množstvích.
Třetí C2 symetrický izomer, propargylen (HCCCH), nebyl v mezihvězdném prostředí nalezen, patrně kvůli svému nízkému dipólovému momentu.

## Historie
Astronomická detekce cyklopropenylidenu byla poprvé potvrzena roku 1985. O čtyři roky později bylo objeveno několik čar v rádiové oblasti absorpčního spektra mezihvězdné hmoty, ale tyto čáry nebyly identifikovány; později se je podařilo ztotožnit se spektrem cyklopropenylidenu díky použití elektrického výboje ve směsi acetylenu s heliem.
Zjistilo se, že c-C3H2 se v mezihvězdné hmotě nachází téměř všude. Detekce c-C3H2 v mezihvězdné hmotě byla překvapivá kvůli jeho nízkým hustotám. Předpokládá se, že chemické vlastnosti difúzního média neumožňují tvorbu větších molekul, ovšem objev cyklopropenylidenu i jiných větších molekul vedl k dalším průzkumům difúzního média.
Později byl c-C3H2 pozorován v hustých mezihvězdných mračnech v koncentracích, které byly rovněž mnohem vyšší, než se očekávalo. Na základě těchto pozorování byla vytvořena domněnka, že fotodisociace polyaromatických uhlovodíků navyšuje tvorbu c-C3H2.

### Výskyt na Titanu
15. října 2020 bylo oznámeno nalezení malého množství cyklopropenylidenu v atmosféře Saturnova měsíce.

## Vznik
O tom, jak může vznikat c-C3H2, existuje několik teorií; jedna z nich spočívá v disociativní rekombinaci c-C3H3+
C3H3+ + e− → C3H2 + H
c-C3H3+ v mezihvězdné hmotě je produktem řady různých reakcí. V tomto řetězci mají hlavní význam reakce vedoucí k připojení uhlíku; Tyto domněnky však nebyly potvrzeny laboratorními studiemi.
Další možností vzniku je protonace NH3 ionty c-C3H3+. Za podmínek obvyklých v mezihvězdných mračnech se ovšem na vzniku C3H2 podílí méně než 1 %.
Pomocí experimentů s překříženými molekulárními paprsky se ukázalo, že methylidynový radikál (CH) může reagovat s ethynem (acetylenem, C2H2) za tvorby cyklopropenylidenu a atomárního vodíku nebo propadienylidenu s atomárním vodíkem. Reakcemi atomárního uhlíku s vinylovými radikály (C2H3) se také může tvořit cyklopropenyliden s atomárním vodíkem. Obě tyto reakce probíhají při 10 kelvinech rychle a mají prakticky nulovou aktivační energii, přičemž představují účinné mechanismy v  mezihvězdném prostředí a atmosférách s vysokým obsahem uhlovodíků.
Matricově izolovaný cyklopropenyliden lze připravit vakuovou termolýzou derivátu kvadricyklanu.

## Zánik
Molekuly cyklopropenylidenu obvykle zanikají reakcemi iontů s neutrálními molekulami; nejčastěji jde o protonační reakce. Každá částice typu HX+ může reagovat s c-C3H2 za vzniku c-C3H3+. V důsledku s hodnot rychlostních konstant a koncentrací jsou nejvýznamnějšími reaktanty rozkládajícími c-C3H2 HCO+, H3+ a H3O+.
C3H2 + HCO+ → C3H3+ + CO

## Spektroskopie
Detekce c-C3H2 v mezihvězdné hmotě byly založeny na pozorování molekulárních přechodů pomocí rotační spektroskopie. Rotační energie c-C3H2 jsou rozděleny, čímž se spektrum komplikuje. Spinové izomery C3H2 se navíc podobají spinovým izomerům vodíku. Tyto ortho a para formy se vyskytují v poměru 3:1 a dají se považovat za různé molekuly. I když ortho a para formy mají stejné chemické vlastnosti, tak jsou jejich energie rozdílné, v důsledku čehož mají molekuly odlišná spektra.
Při pozorování c-C3H2 v mezihvězdném prostředí lze spatřit jen některé spektrální čáry, protože mnohé absorbuje atmosféra Země. Pozorovat ze Země lze pouze ty čáry, které spadají do rádiového okna. K častěji pozorovaným čárám patří čára přechodu 110 na 101 (při 18343 MHz) a 212 na 101 (při 85338 MHz) u ortho c-C3H2.